# Durio bruneiensis
Durio bruneiensis är en malvaväxtart som beskrevs av A.J.G.H. Kostermans. Durio bruneiensis ingår i släktet Durio och familjen malvaväxter. Inga underarter finns listade i Catalogue of Life.